# Bollaltebygget
Bollaltebygget er en fredet bondegård i udkanten af Bållalt nord for Knäred i Halland.
Gården, der er et bulhus, er fra 1700-tallet, men allerede 1603 omtales hus på stedet. Dele af gården, blandt andet hovedhuset (en såkaldt högloftsstuga), er flyttet hertil fra nabolandsbyen Jonsnahult. Fra 1935 har bygningerne været ejet af Södra Hallands hembygdsförening. Bygningerne fra Jonsnahult blev flyttet i forbindelse med foreningens køb af gården. I 1980 blev gården byggnadsminne, og i 2007 blev den overdraget til Knäreds forskarring och hembygdsförening.
Inde på gårdspladsen står et pæretræ, som blev plantet i 1838 af gårdens daværende ejere Johannes Nilsson og Johanna Persdotter.
Indendørs hænger hængeklæder og almuegobeliner  på deres oprindelige pladser, hvad der er særligt for denne gård. Flere af gobelinerne er malet af Johannes Nilsson i Breared. I det vestlige herberg er der dekorative vægmalerier, og i det østlige er der faste, indbyggede senge og malede kister. Gårdmiljøet er velbevaret.